# 郑州地铁1号线
郑州地铁1号线位于河南省郑州市，是郑州地铁的一条线路，也是郑州市以及河南省开通的第一条地铁线路。1号线西起河南工业大学站，东端止于河南大学新区站，线路全长41.2公里，共设30座车站，是贯穿郑州市区东西方向的主干线路。
1号线共分两期建成，其中一期工程长26.2公里，设20座车站，于2009年6月6日开工，2013年12月28日开始运营。二期工程分东西两段，总长15.01公里（其中西段为9.65公里，东段为5.36公里），共设10站，2014年7月30日开工，并于2017年1月12日开通试运营，其中河南大学新区站因市政道路施工原因延后至2019年11月21日启用。目前1号线采用大小交路套跑计划，大交路列车运行区间为河南工业大学站至河南大学新区站，小交路列车运行区间为西流湖站至市体育中心站。
1号线在郑州地铁线路图及车站标识中以红色标示。

## 线路走向

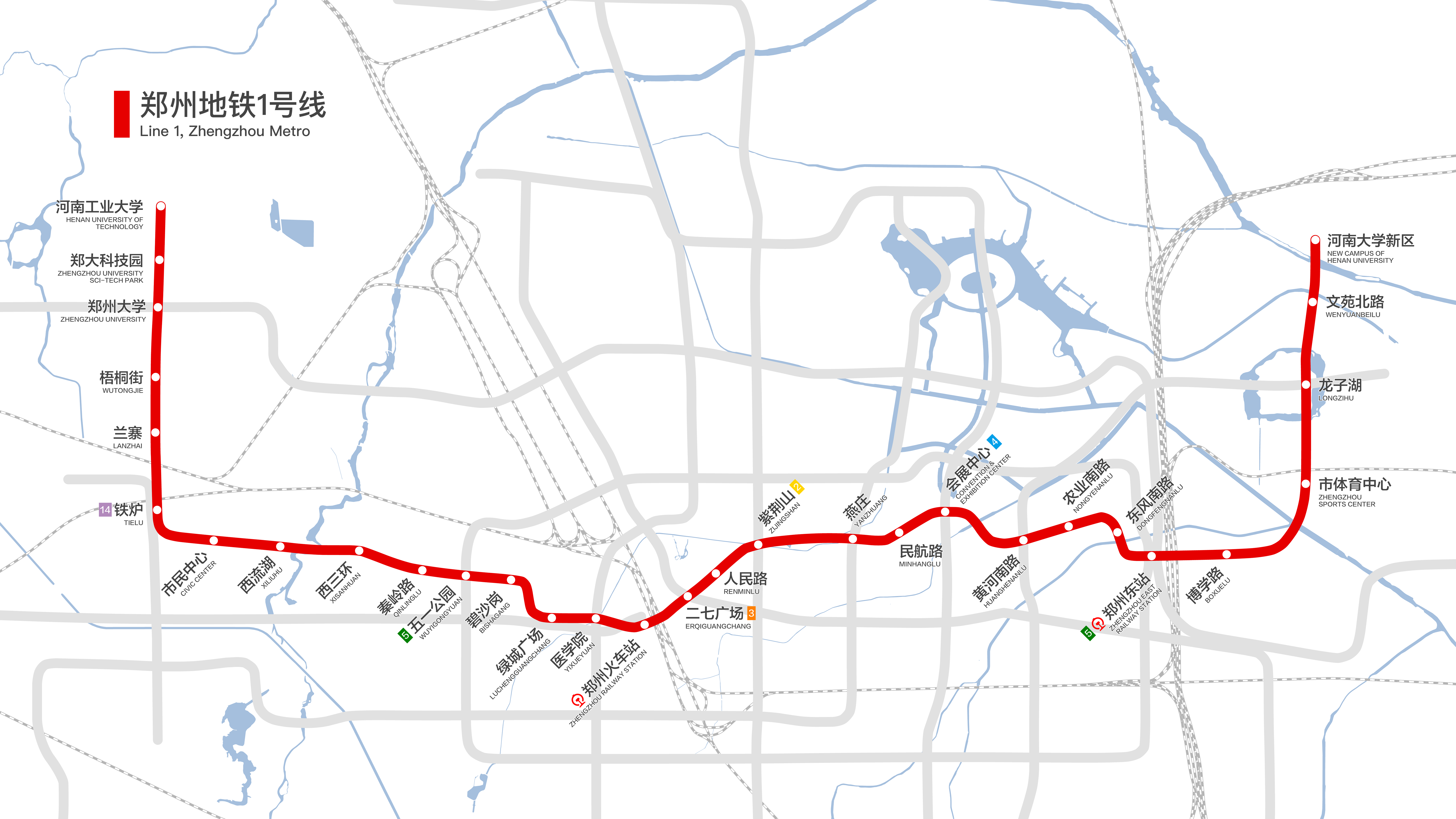
1号线线路图（按真实走向绘制）

1号线大致呈"U"型走向，全段位于地下，西起位于郑州高新区的河南工业大学站，沿长椿路向南，过铁炉站后转向东进入建设路，过碧沙岗后转向南，至中原路后继续向东，经中原路、正兴街、人民路、金水路、民航路后到达郑东新区，沿金水东路向东至东风南路后转向南，穿过七里河后继续向东经过郑州东站，至明理路后再转向北，穿过龙子湖高校园区后到达终点站河南大学新区站。1号线在市体育中心站和西流湖站后设出入段线，分别连接郑东车辆段和凯旋路停车场。
1号线沿线途经碧沙岗、绿城广场、二七广场、紫荆山及郑东新区中央商务区等市中心繁华商业区，以及多所高等院校，包括河南工业大学、郑州大学以及位于龙子湖高校园区的数所高校，并串联起郑州站和郑州东站两大铁路枢纽站，为郑州市区东西向重要的地铁线路。

## 车站

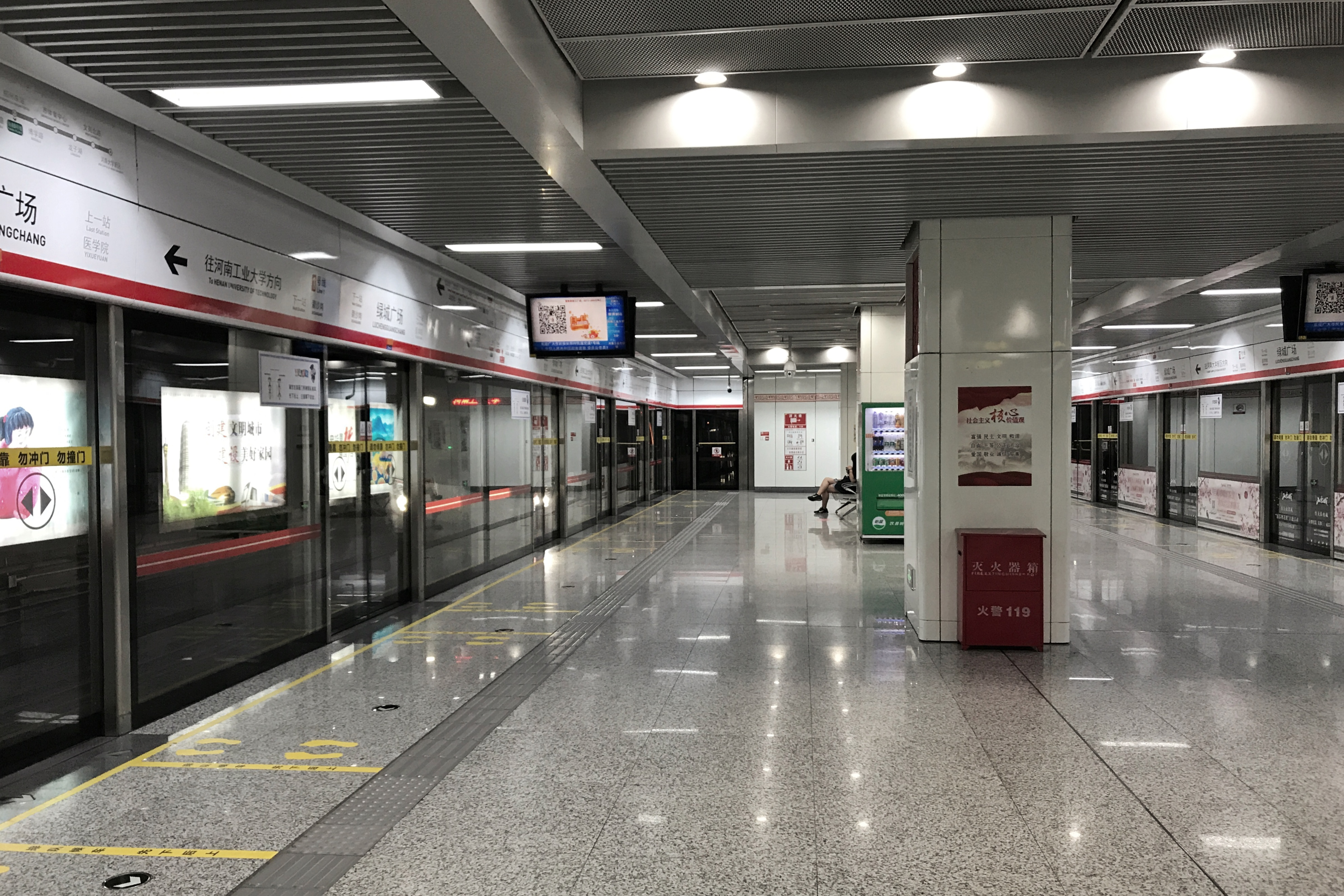
绿城广场站站台

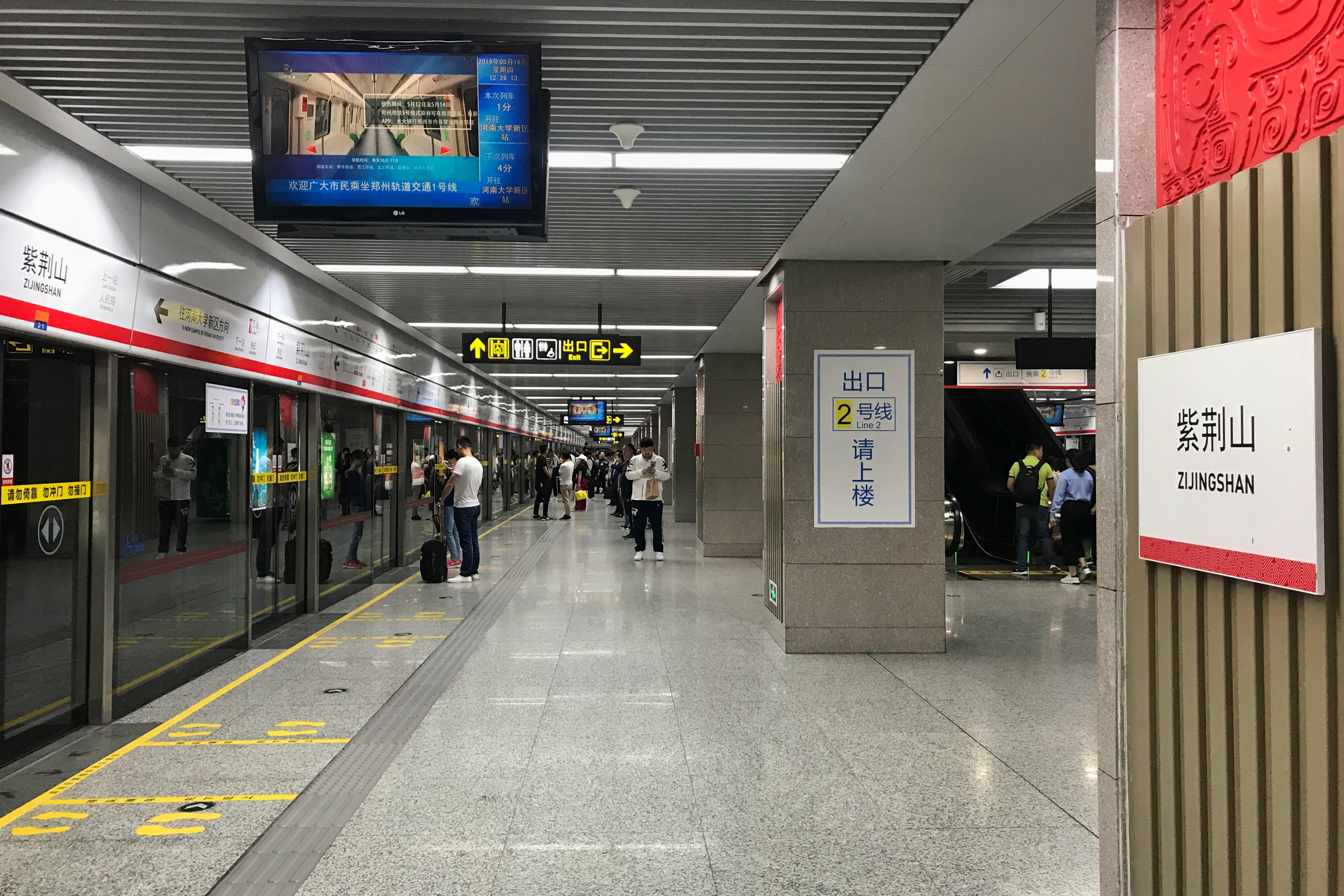
紫荆山站站台，该站为1号线和2号线的换乘车站

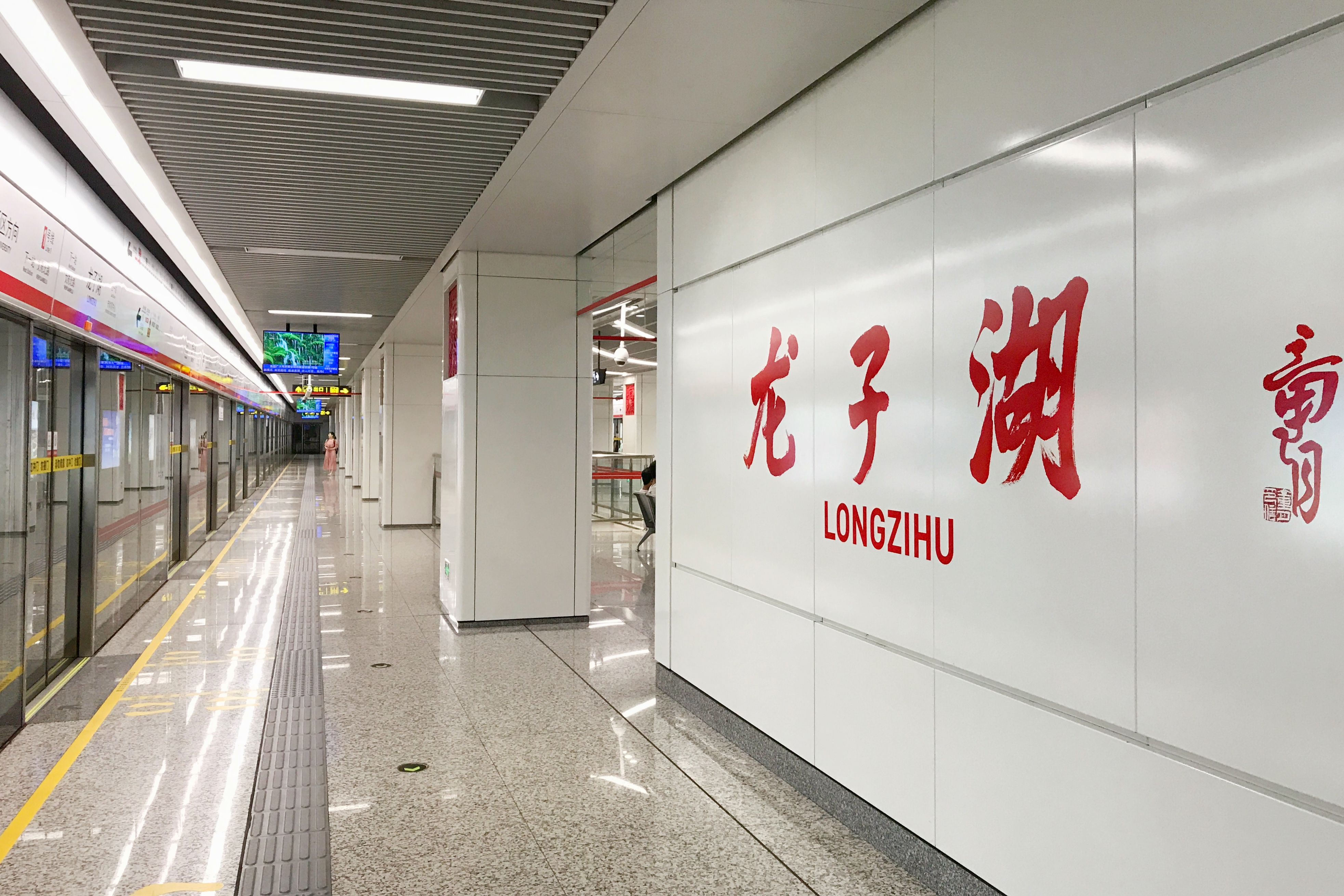
龙子湖站站台

1号线共设30座车站，均为采用岛式站台的地下车站。

### 车站装饰

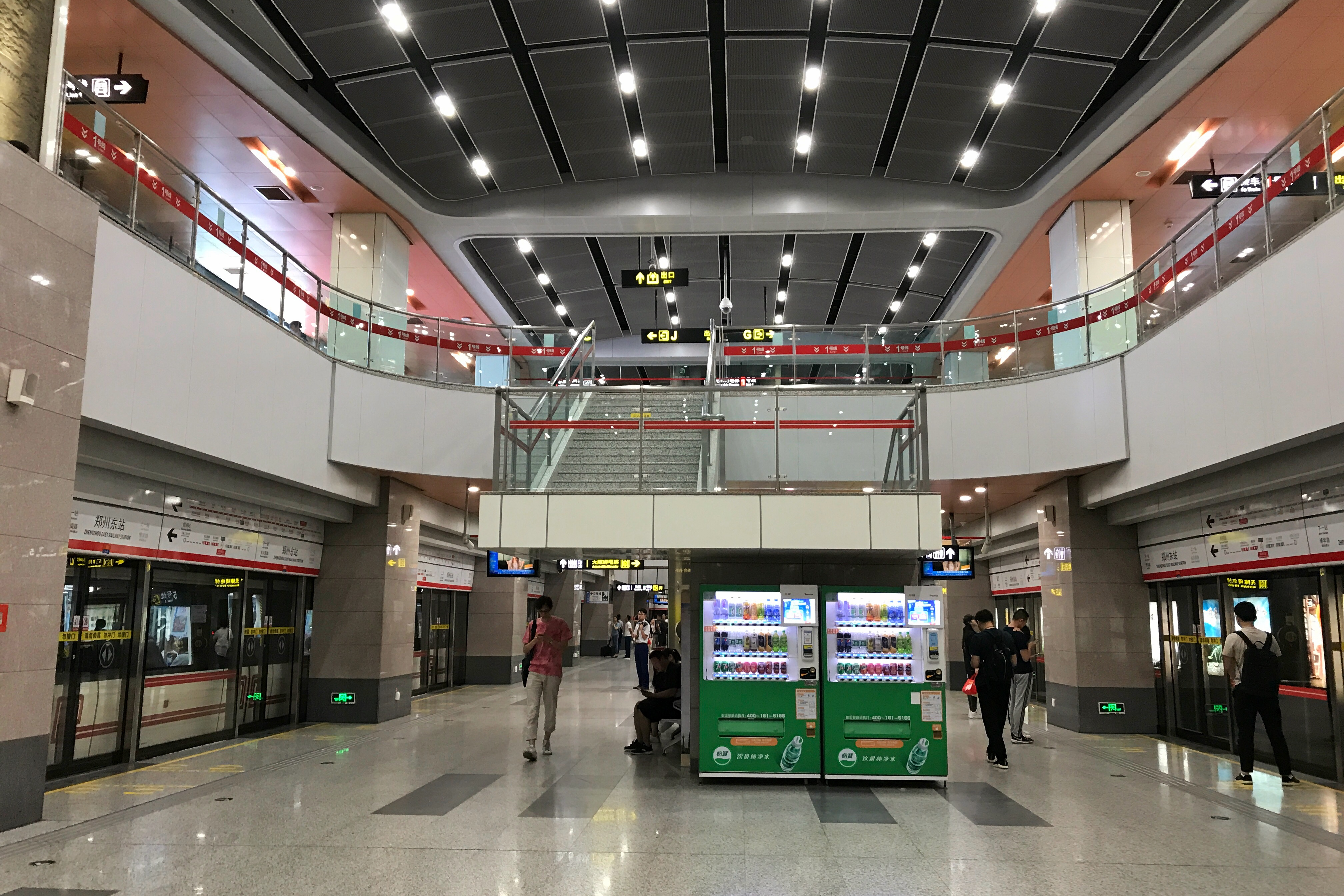
郑州东站1号线站台，站台和上方的站厅之间采用挑空设计

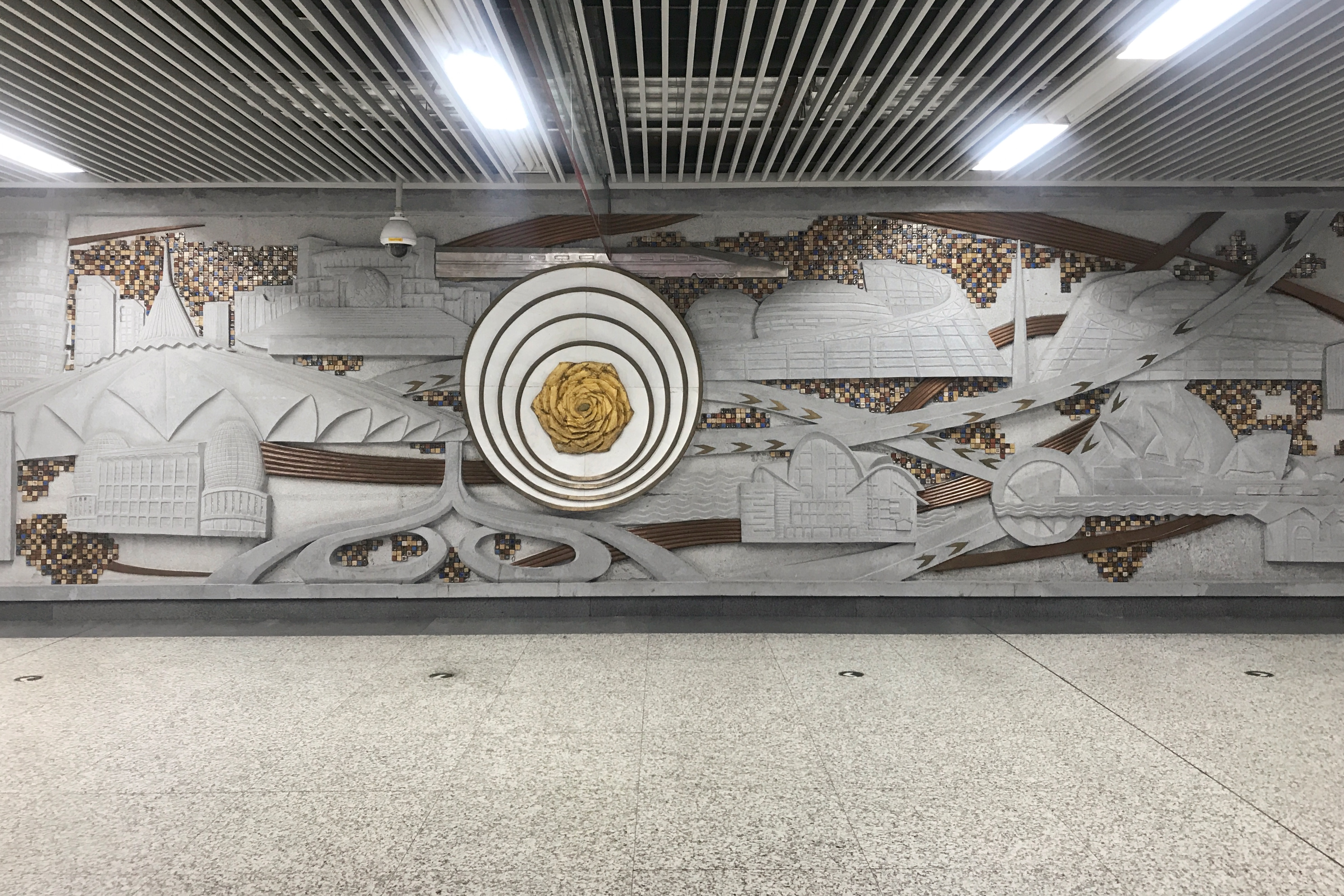
会展中心站的文化墙

1号线一期工程的车站设计方案以“厚重中原，活力郑州”为主题，主色为“中国红”，突出“历史中原文化线、现代中原文化线”两条线。其中对8座车站进行重点设计，站内设有文化主题墙。
在这8座车站中，4座车站以郑州的城市记忆为主题。其中五一公园站的文化墙主题为“七彩织梦”，反应郑州的纺织文化，因该站周围原先有多家大型棉纺厂而取材。绿城广场站的主题为“长青·无极”，取材于附近因郑州别称“绿城”而得名的绿城广场。郑州火车站的主题为“记忆·绿皮车”，取材于郑州站的铁路枢纽地位。二七广场站主题为“二七梦幻”，来源于附近的二七纪念塔。
另外4座车站中，有3座以中原文化为主题。其中黄河南路站的主题为“钧妙天成”，表现河南的钧瓷文化。农业南路站主题为“五彩祈福”，以朱仙镇木版年画为文化基础。郑州东站主题为“中原揽胜”，以河南各地市的文化精髓为来源，在车站的12根立柱上设置了24个浮雕装饰。另外，郑州东站的站台和站厅采用中空设计，空间较其他各站更为开阔。剩下一座设有文化主题的车站为会展中心站，该站主题为“荟萃中原”，以附近的郑州国际会展中心为文化墙画面主体，表现出郑州现代化和时代感的一面。
二期工程各站延续了一期的装修和配色风格，并在郑州大学站与龙子湖站站厅设置了文化墙。郑州大学站的主题为“星空璀璨”，表现中国古代与现代的科学技术。龙子湖站因地处龙子湖高校园区，附近有数所高等院校，故以“书院文化”为主题，站厅内设置了四面分别代表中国古代四大书院的文化墙。

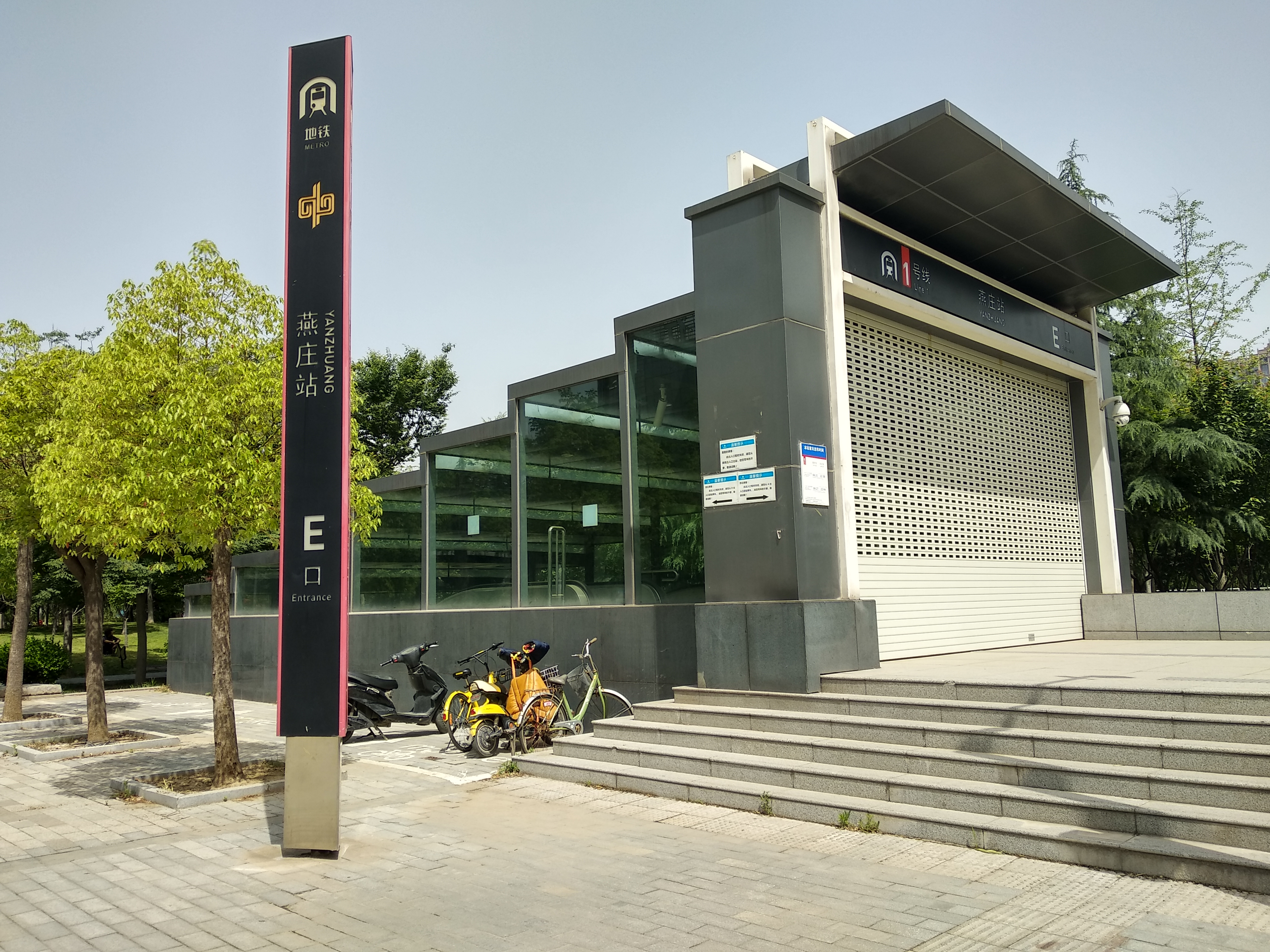
燕庄站E口，1号线绝大多数车站出入口均采用该造型设计

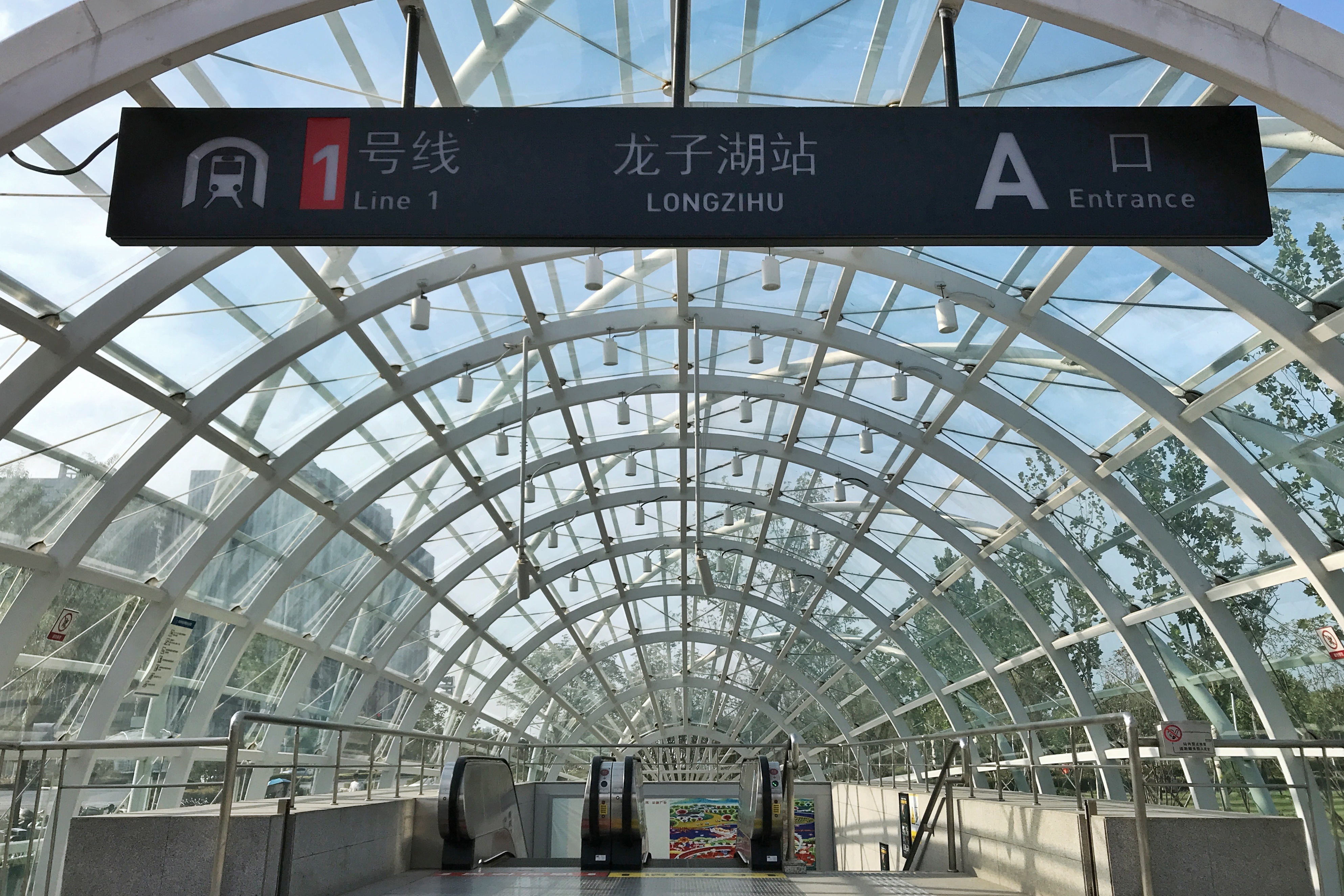
龙子湖站A出口

1号线大多数车站的出入口均为以钢化玻璃为外体的钢架结构，设计为台阶形状，从侧面看整体上像直角三角形。此外，在会展中心站和龙子湖站设计有特殊造型的出入口。会展中心站的出入口形似蝴蝶展翅，龙子湖站的出入口则以“春茧”作为建筑造型的设计主题，喻指莘莘学子毕业之后“破茧成蝶”迎接美好未来。
1号线各车站站台上有红色的书法站名，由书法家童月题写。

### 车站列表
| 郑州地铁1号线车站列表 |      |              |            |                            |                |              |
| 分期                  | 编号 | 站名         | 所在行政区 | 换乘                       | 启用日期       | 站台设计     |
| 二期工程              | 0114 | 河南工业大学 | 中原区     |                            | 2017年1月12日  | 地下岛式站台 |
| 二期工程              | 0115 | 郑大科技园   | 中原区     |                            | 2017年1月12日  | 地下岛式站台 |
| 二期工程              | 0116 | 郑州大学     | 中原区     | █ 8号线                    | 2017年1月12日  | 地下岛式站台 |
| 二期工程              | 0117 | 梧桐街       | 中原区     |                            | 2017年1月12日  | 地下岛式站台 |
| 二期工程              | 0118 | 兰寨         | 中原区     |                            | 2017年1月12日  | 地下岛式站台 |
| 二期工程              | 0119 | 铁炉         | 中原区     | █ 14号线                   | 2017年1月12日  | 地下岛式站台 |
| 二期工程              | 0120 | 市民中心     | 中原区     |                            | 2017年1月12日  | 地下岛式站台 |
| 一期工程              | 0121 | 西流湖       | 中原区     |                            | 2013年12月28日 | 地下岛式站台 |
| 一期工程              | 0122 | 西三环       | 中原区     |                            | 2013年12月28日 | 地下岛式站台 |
| 一期工程              | 0123 | 秦岭路       | 中原区     |                            | 2013年12月28日 | 地下岛式站台 |
| 一期工程              | 0124 | 五一公园     | 中原区     | █ 5号线                    | 2013年12月28日 | 地下岛式站台 |
| 一期工程              | 0125 | 碧沙岗       | 中原区     |                            | 2013年12月28日 | 地下岛式站台 |
| 一期工程              | 0126 | 绿城广场     | 二七区     | █ 9号线（规划）、 █ 10号线 | 2013年12月28日 | 地下岛式站台 |
| 一期工程              | 0127 | 医学院       | 二七区     | █ 7号线、 █ 10号线         | 2013年12月28日 | 地下岛式站台 |
| 一期工程              | 0128 | 郑州火车站   | 二七区     | █ 10号线 郑州站            | 2013年12月28日 | 地下岛式站台 |
| 一期工程              | 0129 | 二七广场     | 二七区     | █ 3号线                    | 2013年12月28日 | 地下岛式站台 |
| 一期工程              | 0130 | 人民路       | 金水区     |                            | 2013年12月28日 | 地下岛式站台 |
| 一期工程              | 0131 | 紫荆山       | 金水区     | █ 2号线                    | 2013年12月28日 | 地下岛式站台 |
| 一期工程              | 0132 | 燕庄         | 金水区     | █ 6号线                    | 2013年12月28日 | 地下岛式站台 |
| 一期工程              | 0133 | 民航路       | 金水区     |                            | 2013年12月28日 | 地下岛式站台 |
| 一期工程              | 0134 | 会展中心     | 金水区     | █ 4号线                    | 2013年12月28日 | 地下岛式站台 |
| 一期工程              | 0135 | 黄河南路     | 金水区     | █ 12号线                   | 2013年12月28日 | 地下岛式站台 |
| 一期工程              | 0136 | 农业南路     | 金水区     |                            | 2013年12月28日 | 地下岛式站台 |
| 一期工程              | 0137 | 东风南路     | 金水区     |                            | 2013年12月28日 | 地下岛式站台 |
| 一期工程              | 0138 | 郑州东站     | 金水区     | █ 5号线、 █ 8号线 郑州东站 | 2013年12月28日 | 地下岛式站台 |
| 一期工程              | 0139 | 博学路       | 金水区     |                            | 2013年12月28日 | 地下岛式站台 |
| 一期工程              | 0140 | 市体育中心   | 金水区     |                            | 2013年12月28日 | 地下岛式站台 |
| 二期工程              | 0141 | 龙子湖       | 金水区     | █ 12号线                   | 2017年1月12日  | 地下岛式站台 |
| 二期工程              | 0142 | 文苑北路     | 金水区     |                            | 2017年1月12日  | 地下岛式站台 |
| 二期工程              | 0143 | 河南大学新区 | 金水区     |                            | 2019年11月21日 | 地下岛式站台 |

### 换乘站
1号线目前有10座换乘站，可与2号线、3号线、4号线、5号线（换乘两次）、6号线、7号线、8号线、10号线（换乘两次）、12号线（换乘两次）和14号线换乘。
现有换乘站
- 郑州大学：与 █ 8号线换乘。
- 铁炉：与 █ 14号线换乘，采用站厅换乘模式。
- 五一公园：与 █ 5号线换乘，采用单向换乘模式，1号线至5号线的换乘为垂直换乘，5号线至1号线的换乘为站厅换乘，需通过站厅层到达1号线站台。
- 绿城广场：与 █ 10号线换乘，采用通道换乘模式，需通过连接两座站厅之间的通道进行换乘。
- 医学院：与 █ 7号线和 █ 10号线换乘。
- 郑州火车站：与 █ 10号线换乘，采用站厅换乘模式。
- 二七广场：与 █ 3号线换乘，采用站厅换乘模式。
- 紫荆山：与 █ 2号线换乘，采用单向换乘模式，2号线至1号线的换乘为垂直换乘，1号线至2号线的换乘为站厅换乘，需通过站厅层到达2号线站台。
- 燕庄：与 █ 6号线换乘。
- 会展中心：与 █ 4号线换乘，采用垂直换乘模式。
- 黄河南路：与 █ 12号线换乘。
- 郑州东站：与 █ 5号线和 █ 8号线换乘，采用单向换乘模式，5号线/8号线至1号线的换乘为垂直换乘，1号线至5号线/8号线的换乘为站厅换乘，需通过站厅层到达5号线站台。
- 龙子湖：与 █ 12号线换乘

## 车辆

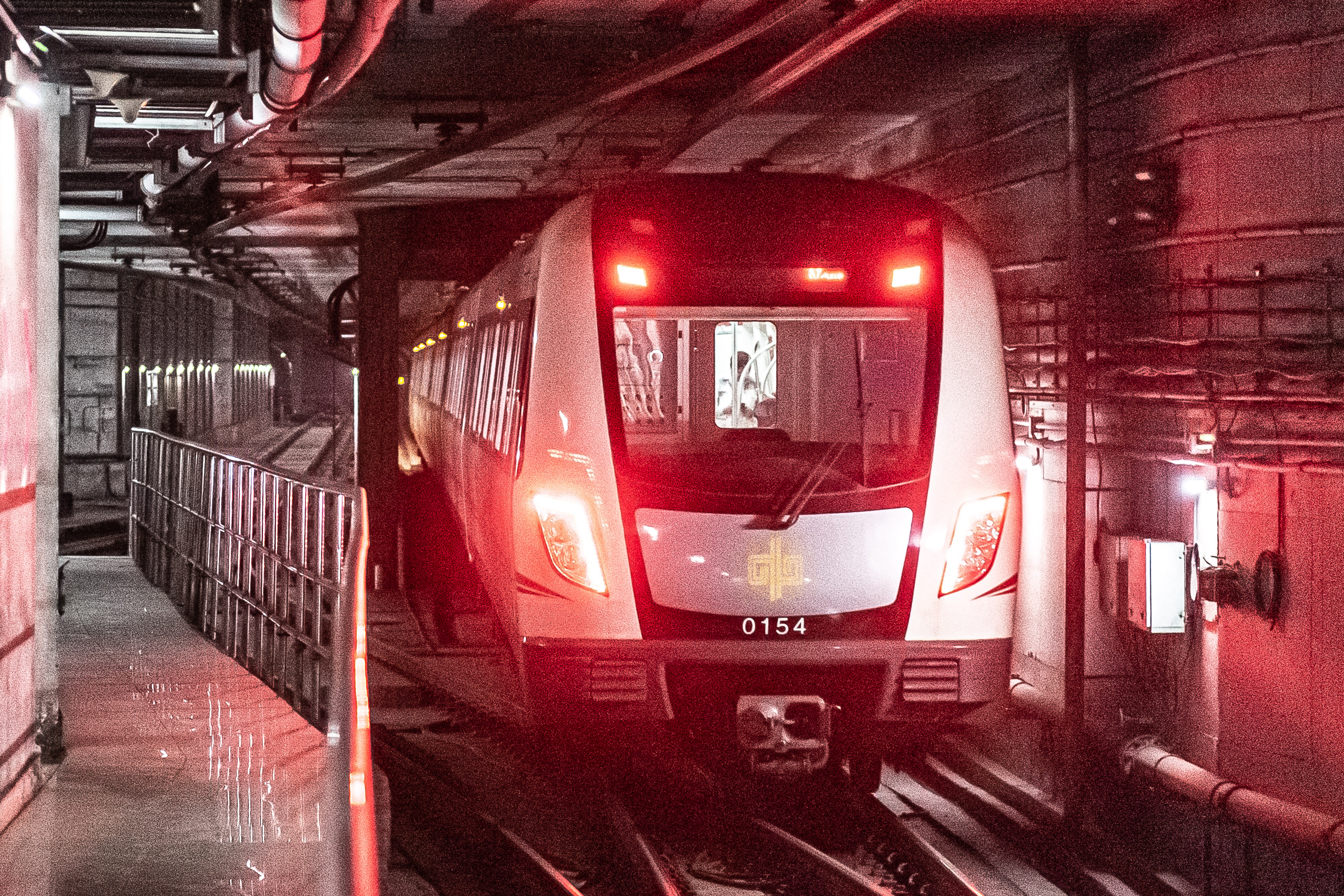
1号线二期车辆

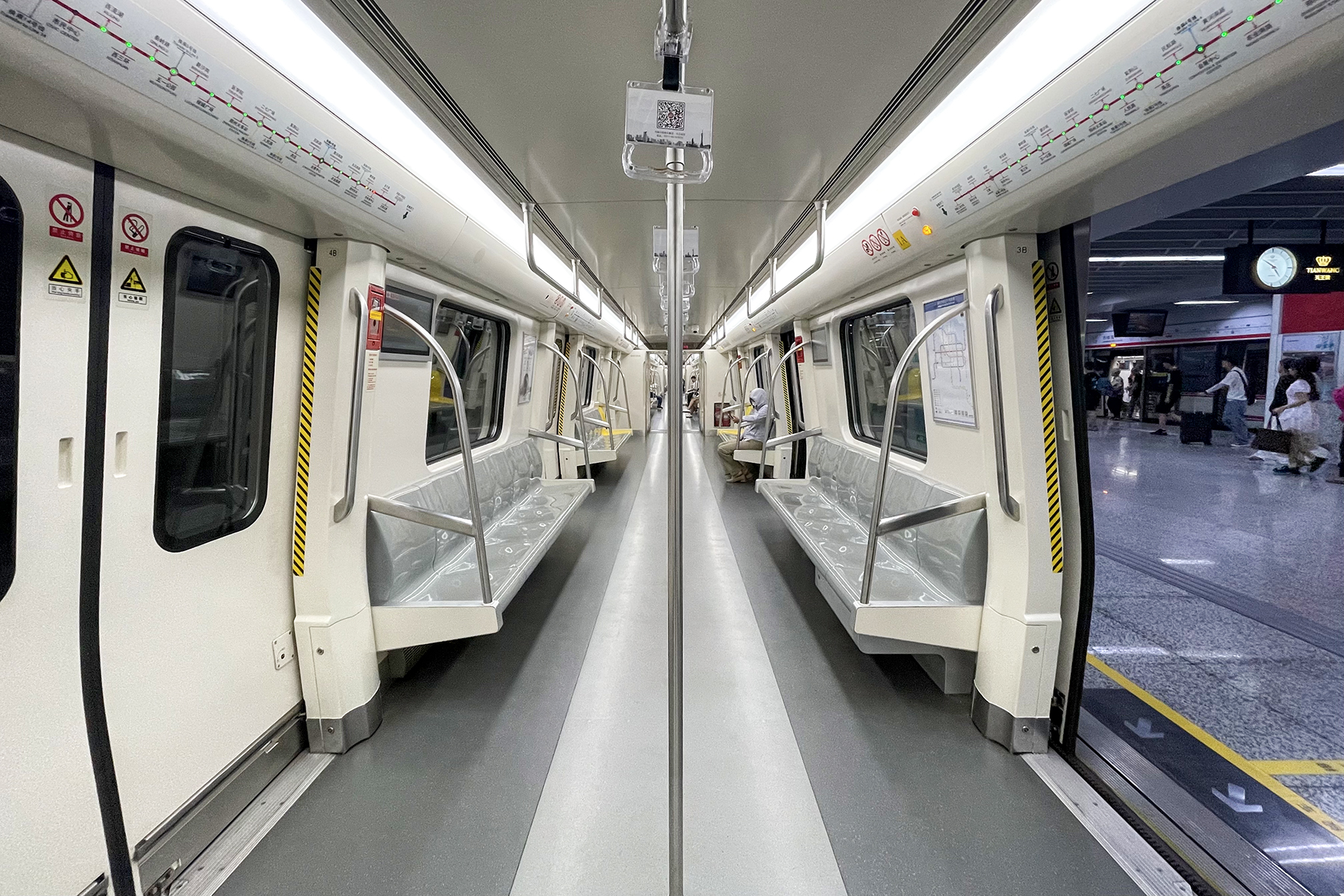
1号线二期车辆内饰

1号线目前共配有55组列车，其中一期车辆共25组，由南车株洲电力机车有限公司生产（部分于洛阳中车轨道交通装备有限公司组装）。增购及二期车辆共30组，于中车青岛四方机车车辆生产（部分于郑州中车四方轨道车辆有限公司组装）。列车均为B型电动列车，采用6节编组，最高运行速度为80km/h，额定载客1460人。
| 名称              | 制造商   | 车辆编组             | 制造年代  | 车辆编号   | 车辆总数 |
| ----------------- | -------- | -------------------- | --------- | ---------- | -------- |
| 1号线一期车辆     | 南车株机 | 6B (Tc+Mp+M+M+Mp+Tc) | 2012~2013 | 0101～0125 | 25列     |
| 1号线一期增购车辆 | 中车四方 | 6B (Tc+Mp+M+M+Mp+Tc) | 2015~2018 | 0126～0142 | 17列     |
| 1号线二期车辆     | 中车四方 | 6B (Tc+Mp+M+M+Mp+Tc) | 2015~2018 | 0143～0155 | 13列     |

- Tc：带司机室的拖车
- Mp：带受电弓的动车
- M: 动车

## 附属设施

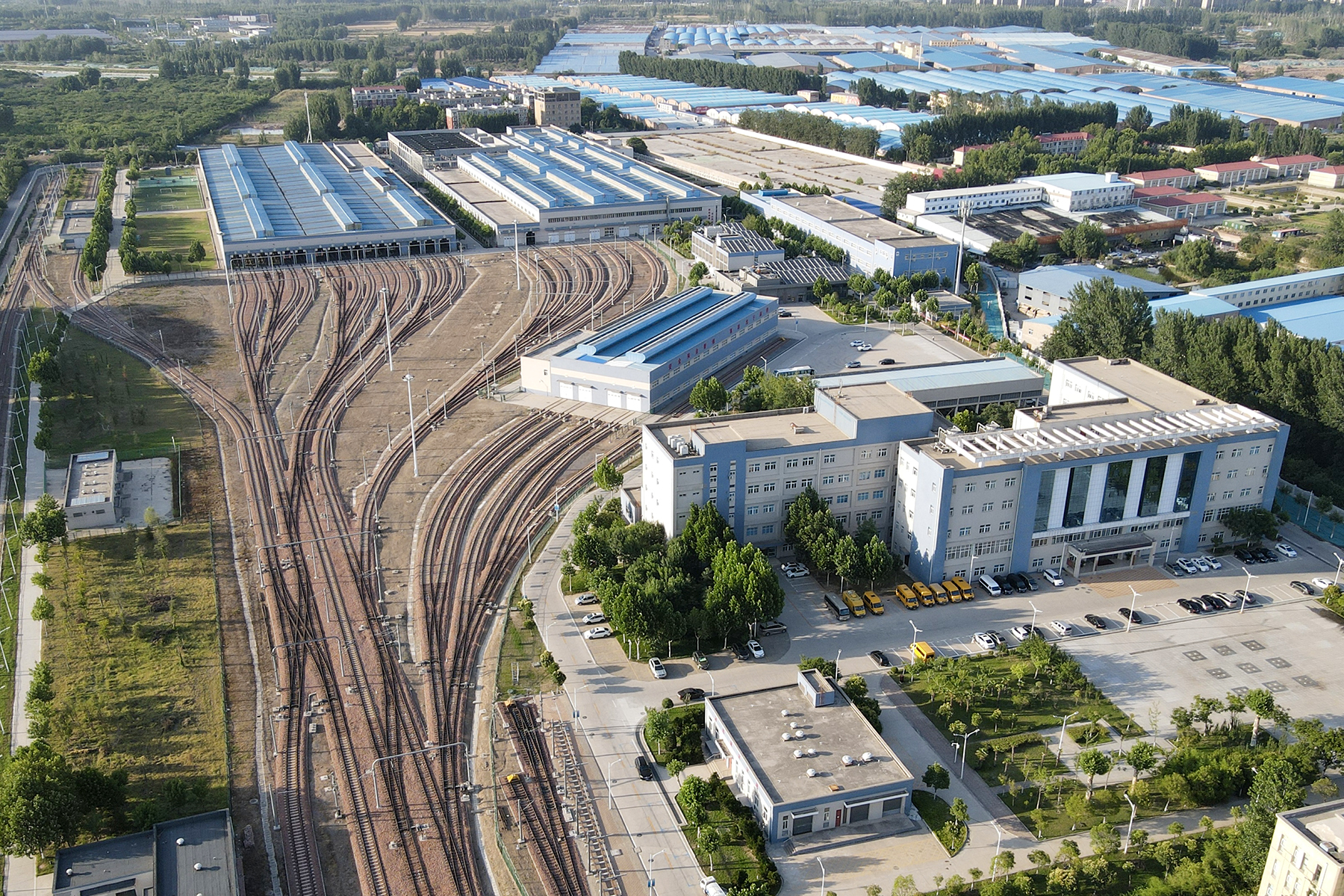
郑东车辆段

### 车辆基地
1号线设有两座车辆基地，分别为郑东车辆段和凯旋路停车场。郑东车辆段位于郑开大道以北、京港澳高速公路以东区域，承担1号线列车的停放、列检、定修、临修等任务。凯旋路停车场位于一期工程起点西流湖站以西、建设西路以北区域，主要负责列车停放和基本的检修任务。

### 主变电站

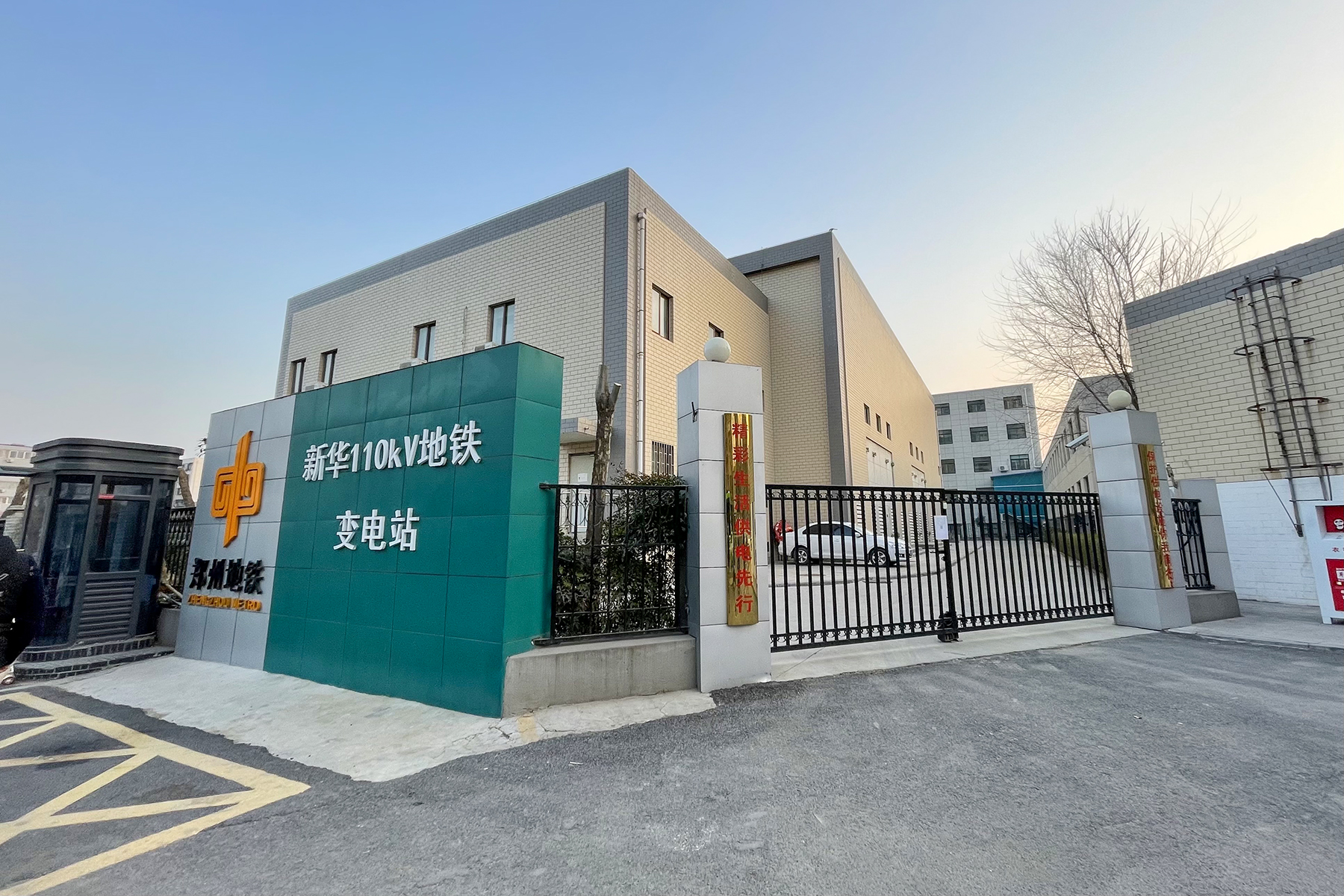
郑州地铁新华主变电站

1号线共设有通泰主变电站、新华主变电站、少康主变电站三座主变电站，分别位于会展中心站、人民路站和郑州大学站附近。三座主变电站均为110/35kV变电站。

### 控制中心
1号线的调度中心与控制中心设于位于郑东新区中兴南路与康宁街交叉口西北角的郑州轨道交通调度中心。中心主体建筑地上25层，裙房5层，地下2层，亦为郑州地铁目前其他运营中线路的调度中心与控制中心。

## 历史

### 规划
郑州地铁1号线最早可追溯至2000年代初期。2000年9月，郑州市启动《郑州市轨道交通线网规划》、《轨道交通1号线一期工程预可行性研究》、《郑州市城市快速轨道交通建设规划》等轨道交通相关规划的编制工作。2003年，《郑州市城市轨道交通1号线一期工程预可行性研究》通过国内城市轨道交通专家论证。2006年上半年，郑州市组织编制了《郑州市城市快速轨道交通近期建设规划（2008～2015）》，该规划中包括1号线一期工程。在通过国家发改委、国家文物局、国家环保部等部委的审批后，2009年2月6日，该规划获得国务院批准。2014年4月，1号线二期工程随《郑州市城市轨道交通近期建设规划（2014-2020年）》获得国家发改委批复。

### 建设

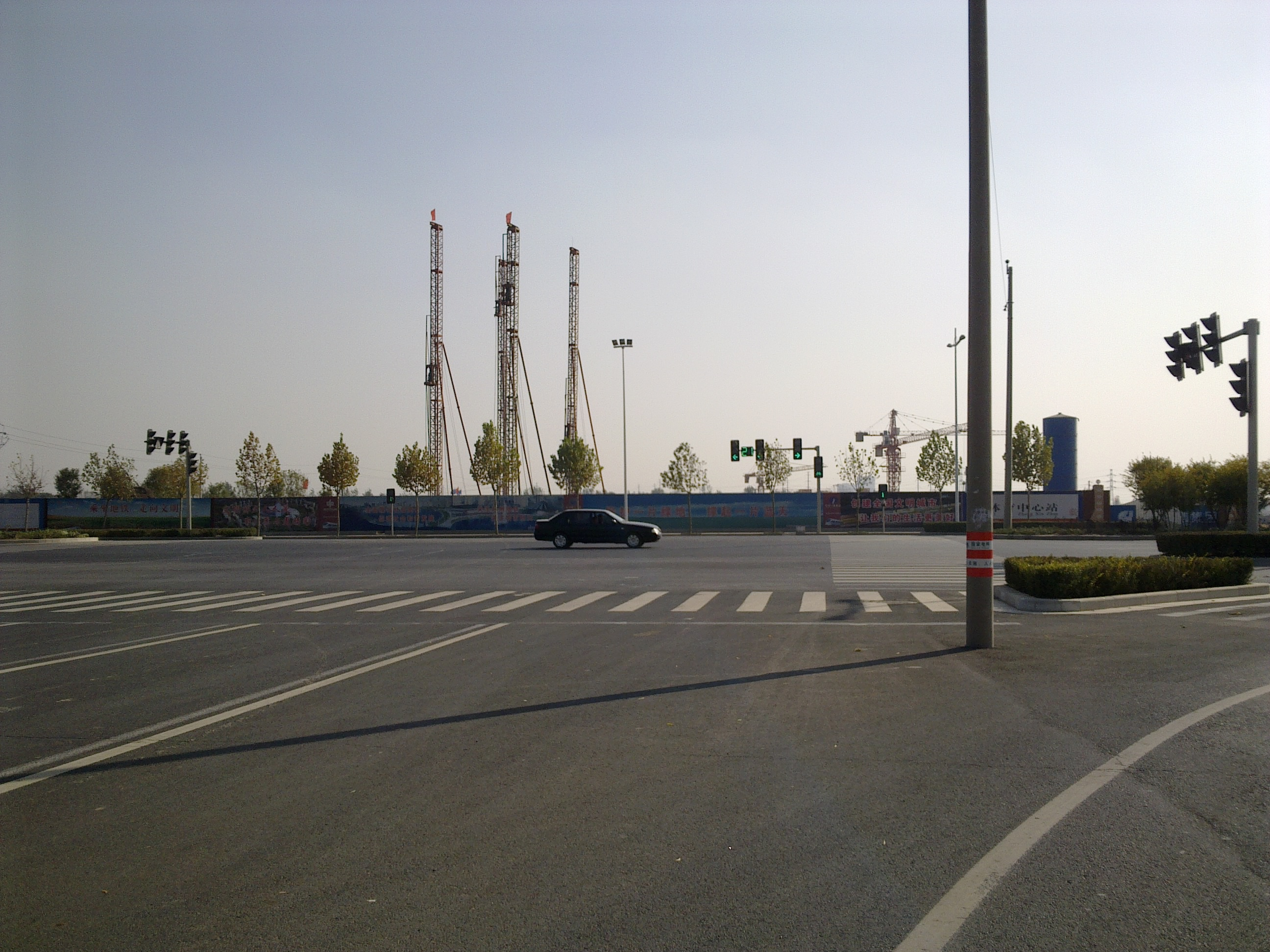
2010年，施工中的市体育中心站

郑州地铁1号线一期工程于2009年6月6日正式开工。经过4年的建设，1号线一期工程于2013年3月底实现电通，并于同年4月1日于六站五区间进行车辆动态调试。2013年7月实现全线接触网热滑，车通全线。2013年9月16日，1号线一期工程比计划提前半个月开始试运行，同年12月5日完成综合联调联试。
1号线二期工程于2014年7月开工建设，并于2016年9月20日实现试运行。

### 运营
1号线一期工程于2013年12月28日开通试运营，为郑州地铁第一条开通的线路。二期工程于2017年1月12日开通试运营。
2019年11月21日，河南大学新区站正式启用。至此，1号线全部车站均投入使用。
2020年12月26日，1号线末班车发车时间延时至23:00。

## 意外事件

### 施工事故
2013年2月22日，郑州地铁1号线桐柏路站（现五一公园站）工地坍塌，4人被埋，2人死亡，1人重伤，另外1人无生命危险。

### 暴雨停运
2021年7月20日，受2021年7月河南水灾影响，郑州地铁全线停运。7月31日，1号线开始恢复性空载试运行，但受2019冠状病毒病疫情爆发影响，于8月4日暂停空载试运行。同年9月12日，1号线恢复载客运营。